# Ivo Caprino
Ivo Caprino, född 17 februari 1920, död 8 februari 2001, var en norsk filmproducent, filmregissör och författare. Han är mest känd för sina dockfilmer, bland annat Flåklypa Grand Prix och filmatisering av norska folksagor.
Caprino föddes i Oslo. Hans föräldrar var vissångerskan, illustratören och dockmakaren Ingse Gude och den italienske målaren och möbelsnickaren Mario Caprino.
Ivo Caprino hade en bred utbildning inom animerad film. Han studerade dockfilm i Prag, miniatyr- och trickfilm i Rom och tecknad film i London.

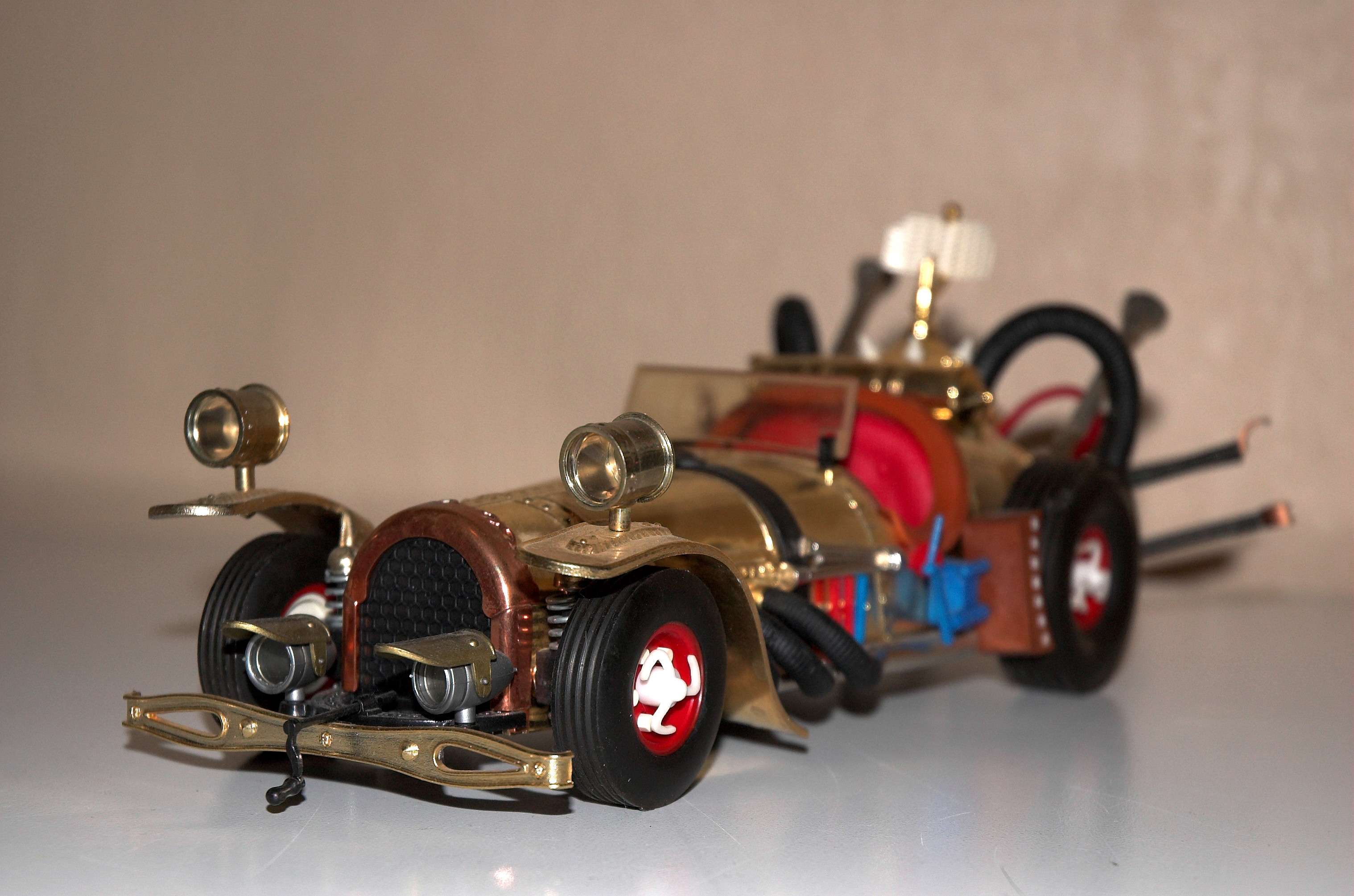
Bilen "Il Tempo Gigante" från Flåklypa Grand Prix.

Flåklypa Grand Prix är hans största produktion och den största norska filmsuccén genom tiderna. Arbetet med denna långfilm, som är baserad på Kjell Aukrusts persongalleri, började 1969, och filmen hade premiär den 28 augusti 1975. Bilen "Il Tempo Gigante" byggdes i full storlek för att marknadsföra filmen i utlandet.
Caprino har även utvecklat Supervideografen, ett system där fem videokameror används för att åstadkomma ett 225 graders panorama som kan visas i särskilda biografer, vilka bland annat finns på Nordkap och i Hunderfossen familiepark.

## Caprino Filmcenter
Caprino Filmcenter AS grundades 1948 av Ivo Caprino. Dess fokus har legat på produktion av film och tv-program, alltid icke-våldsam familjeunderhållning. Företaget drivs nu av sonen Remo.

## Filmografi
Några filmer som Caprino antingen har gjort själv eller bidragit till:
- 1949 Tim og Tøffe
- 1950 Musikk på loftet/En dukkedrøm
- 1952 Veslefrikk med fela
- 1954 Karius og Baktus
- 1955 Klatremus i knipe
- 1955 Den standhaftige tinnsoldat
- 1958 Et hundeliv med meg
- 1959 Den stora skattjakten
- 1961 Askeladden og de gode hjelperne
- 1962 Reveenka
- 1963 Papirdragen
- 1966 Sjuende far i huset
- 1967 Gutten som kappåt med trollet
- 1975 Flåklypa Grand Prix